# Совхоз "Красне Сельцо"
Совхо́з «Кра́сне Сельцо́» (рос. Совхоз "Красное Сельцо", ерз. Совхоз "Красное Сельцо") — селище у складі Рузаєвського району Мордовії, Росія. Адміністративний центр Красносельцівського сільського поселення.
Стара назва — совхоз Красне Сельцо.

## Населення
Населення — 1478 осіб (2010; 1552 у 2002).
Національний склад (станом на 2002 рік):
- росіяни — 68 %